# Matteo Salvini
Matteo Salvini (n. 9 martie 1973, Milano, Italia) este un om politic  italian, membru al Parlamentului European din anul 2004. Activ in Liga lombardă sau Lega Nord din anul 1990, Salvini a fost membru în Consiliul primăriei Milano. Din decembrie 2013 este secretarul federal al Ligii Nord, iar din iunie 2015  vicepreședintele fracțiunii europene „Europa Națiunilor și Libertății”. În anii 2008-2009 a fost membru în Camera Deputaților a Italiei din partea Ligii Nord. Ales din nou în 2013, a demisionat pentru a fi deputat în parlamentul european.
Salvini a învățat la Gimnaziul Manzoni din Milano, luând în 1992 examenul de bacalaureat în secția umană. A studiat apoi istoria la Universitatea din Milano, vreme de mulți ani, fără să termine studiile. Din anul 1997 a lucrat ca ziarist și în anul 1999 a devenit redactor al emisiunilor postului de radio al Ligii Nord, Radio Padania. În circumstanțele instabilității politice și economice și a nemulțumirii publicului în Italia popularitatea lui Salvini, cu platforma sa antieuro și antirefugiați, se află în creștere. Salvini s-a găsit în ultimii ani într-o înțelegere ideologică cu Marine Le Pen, lidera Frontului Național din Franța, și a obținut sprijinul micii fracțiuni de extremă dreapta Casa Pound.  El este divorțat și are doi copii.
În 2019, în urma mai multor presiuni acesta a părăsit funcția de ministru de Interne.